# Francisco D'Intino
Francisco D'Intino (Río Cuarto, provincia de Córdoba, 1950) es un guionista, director de cine y escritor argentino.

## Actividad profesional
Se graduó en la Universidad Nacional de Córdoba como Licenciado y profesor de Educación Cinematográfica y tuvo diversos cargos vinculados al cine. Fue consultor del Fondo de Población de las Naciones Unidas (UNFPA), un organismo de cooperación internacional para el desarrollo que promueve el derecho de cada mujer, cada hombre y cada niño a disfrutar de una vida saludable con igualdad de oportunidades para todos. Ejerció como profesor de materias sobre comunicación audiovisual en las universidades argentinas de Córdoba, Tucumán, La Rioja y La Plata y también en casas de estudio de Venezuela y Costa Rica. Fue Director de Cultura de la ciudad de Córdoba y Director de la Agencia Córdoba Cultura. Escribió el libro de relatos y poemas Brindis(1999) y el libro de poemas "Ni siquiera el olvido" (2023) .
Dirigió los cortometrajes El Sr. Ramírez, Asilo de Ancianos Padre Lamonaca,  Los Hijos de la Patria, Los que comparten el pan, Dios ya estaba aquí, En que mesa se sentará Jesús y ¡Vamos Nicas Todavía¡ y el mediometraje La Loca, loca historia del dólar; además dirigió y guionó varias películas de largometraje comenzando con Bajo otro sol estrenada en 1988.

## Filmografía
Director
- Piñón Fijo y la magia de la música (2012)
- Caiçaras, los hombres que cantan (2011)
- Rita y Li (2010)
- El fin de la espera (2008)
- La esperanza (2003)
- Los días de la vida (2000)
- Bajo otro sol (1988)
- La loca, loca historia del dolar

Guionista
- Guionista de CON GUSTO A SANGRE (2022)
- Guionista de la coproducción filipino-argentina PASIONAL (2021)
- Caiçaras, los hombres que cantan (2011)
- Rita y Li (2010)
- El fin de la espera (2008)
- La esperanza (2003)
- Los días de la vida (2000)
- El cóndor de oro (1995)
- Bajo otro sol (1988)
- La loca, loca historia del dolar

Producción ejecutiva
- Ese mismo loco afán (2007)
- El cóndor de oro (1995)

Coproductor
- El compromiso (2011)

Compositor
- El cóndor de oro (1995)

Libros
- Brindis (1999)
- Ni siquiera el olvido (2020)